# Сиан (село)
Сиа́н — село в Зейском районе Амурской области России. Образовывало сельское поселение Сианский сельсовет. 5 июня 2019 года присоединено к Амуро-Балтийскому сельсовету.
Село Сиан, как и Зейский район, приравнено к районам Крайнего Севера.

## География
Расположено примерно в 4 км от правого берега реки Зея, в 85 км к югу от районного центра, города Зея, на автодороге областного значения Зея — Тыгда (через сёла Сосновый Бор, Овсянка, Заречное и Амуро-Балтийск). От села Сиан идёт дорога на левый берег Зеи к селу Чалбачи.

## Население
| 2002 | 2010 | 2012 | 2013 | 2014 | 2015 | 2016 |
| ---- | ---- | ---- | ---- | ---- | ---- | ---- |
| 203  | ↘95  | ↗100 | ↘87  | ↘76  | ↘68  | ↗70  |
| 2017 | 2018 |      |      |      |      |      |
| ↘68  | ↘63  |      |      |      |      |      |

По данным переписи 1926 года по Дальневосточному краю, в Сиане числилось 65 хозяйств и 335 жителей (164 мужчины и 171 женщина), из которых преобладающая национальность — белорусы (60 хозяйств).